# 18 tháng 7
Ngày 18 tháng 7 là ngày thứ 199 (200 trong năm nhuận) trong lịch Gregory. Còn 166 ngày trong năm.

## Sự kiện

### Trước Công Nguyên
- 477 TCN - Chiến tranh La Mã-Etruscan: Trong Trận Cremera, thành Veii (Etruscan) mai phục và đánh bại quân La Mã.
- 387 TCN - Chiến tranh La Mã-Gaulish: Trong Trận Allia, một toán quân La Mã bị đánh bại bởi quân người Gaul, thành Rome bị cướp phá sau đó.

### Công Nguyên
- 362 - Chiến tranh La Mã - Ba Tư: Hoàng đế Julian đến thành Antioch với 60,000 quân viễn chinh để chuẩn bị chinh phạt Đế quốc Ba Tư. Ông ở tại thành phố trong chín tháng.
- 452 - Vụ cướp phá thành Aquilela: sau thất bại ban đầu tại vùng bình nguyên Catalaunian, Attila dẫn quân bao vây thành Aquilela và phá thành.
- 645 - Chiến tranh Đường - Cao Câu Ly: Quân của Lý Thế Tích vây thành An Sơn.
- 1195 - Trận Alcaros: Quân của Almohad đánh bại quân Castilian của vua Alfonso VIII, buộc quân Castilian phải rút về Toledo.
- 1290 - Vua Edward I của Anh ban Sắc lệnh Lưu đày, đuổi tất cả dân Do Thái ra khỏi Anh.
- 1334 - Giám mục Florence ban phước cho viên đá đầu tiên xây dựng tháp chuông mới của Thánh đường Florence do Giotto di Bondone thiết kế.
- 1389 - Pháp và Anh ký bản Hưu chiến Leulinghem, bắt đầu 13 năm hòa bình giữa hai nước. Đây là giai đoạn yên ổn lâu dài nhất trong Chiến tranh Trăm Năm.

- 1369 – Trần Nhật Lễ được Hiến Từ Thái hậu và triều thần Đại Việt tôn lên ngôi Hoàng đế.
- 1507 - Tại Brussels, Vương tử Charles I đăng cơ tước vị Công tước Burgundy và Bá tước Flanders, một năm sau khi được thừa kế tước vị này.
- 1555 - College of Arms - Một cơ quan bao gồm các officer of arms (những người được quân chủ bổ nhiệm chuyên nghiên cứu và thiết lập các phù hiệu áo giáp, nghiên cứu thế phả, sắp xếp cũng như tham gia các nghi thức nhà nước) được tái lập bởi Hiến chương Hoàng gia ký bởi Nữ vương Mary I của Anh và Vua Philip II của Tây Ban Nha.
- 1888 – Tổng thống Pháp Marie François Sadi Carnot ký sắc lệnh thành lập thành phố Hà Nội
- 1925 – Adolf Hitler phát hành bản tuyên ngôn cá nhân của mình là Mein Kampf, trình bày về cương lĩnh và tư tưởng.
- 1942 – Máy bay quân sự Me 262 của Đức tiến hành chuyến bay đầu tiên với động cơ phản lực, đây là loại máy bay tiêm kích phản lực đầu tiên trên thế giới.
- 1947 – Các đảo từng thuộc Ủy Thác Nam Dương của Đế Quốc Nhật Bản được Liên Hợp Quốc ủy thác cho Hoa Kỳ quản lý.

## Sinh
- 1620 – Nguyễn Phúc Tần, tức chúa Hiền, chúa Nguyễn thứ tư của Đàng Trong (m. 1687).
- 1804 – Gustav Eduard von Hindersin, chỉ huy pháo binh Phổ
- 1811 – William Makepeace Thackeray, nhà văn Anh.
- 1848 – W. G. Grace, huyền thoại cricket Anh (m. 1915)[1]
- 1918 – Nelson Mandela, tổng thống Cộng hòa Nam Phi (m. 2013).
- 1933 – Yevgeny Yevtushenko nhà thơ Nga.
- 1980 - Minh Quân, ca sĩ người Việt Nam
- 1993 – Lee Taemin, thành viên nhóm nhạc Shinee.

## Mất
- 912 – Hậu Lương Thái Tổ, hoàng đế khai quốc triều Hậu Lương (s. 852).
- 1753 – Nguyễn Phúc Tứ, tước phong Luân Quốc công, công tử con chúa Nguyễn Phúc Chu (s. 1700).
- 1889 – Nguyễn Phúc Hồng Truyền, tước phong Tuy Hòa Quận vương, hoàng tử con vua Thiệu Trị (s. 1837).
- 1975 – Gilbert Percy Whitley, nhà ngư học kiêm côn trùng học và nhuyễn thể học người Anh (s. 1903).